# Devarodes translucens
Devarodes translucens är en fjärilsart som beskrevs av W. Warren 1904. Devarodes translucens ingår i släktet Devarodes och familjen mätare. Inga underarter finns listade i Catalogue of Life.